# Surrey-Newton (circonscription britanno-colombienne)
Pour les articles homonymes, voir Surrey et Newton.
Circonscription électorale provinciale du Canada
Surrey-Newton est une circonscription provinciale de la Colombie-Britannique représentée à l'Assemblée législative de la Colombie-Britannique depuis 1986.

## Géographie
La circonscription représente une partie de la ville et région de Surrey.

## Liste des députés
| Législature                                   | Années                                        | Député                                        | Député                                        | Parti                                         |
| Surrey-Newton Circonscription issue de Surrey | Surrey-Newton Circonscription issue de Surrey | Surrey-Newton Circonscription issue de Surrey | Surrey-Newton Circonscription issue de Surrey | Surrey-Newton Circonscription issue de Surrey |
| --------------------------------------------- | --------------------------------------------- | --------------------------------------------- | --------------------------------------------- | --------------------------------------------- |
| 34e                                           | 1986–1991                                     |                                               | Rita Johnston                                 | Créditiste                                    |
| 35e                                           | 1991–1996                                     |                                               | Penny Priddy                                  | Néo-démocratique                              |
| 36e                                           | 1996–2001                                     |                                               | Penny Priddy                                  | Néo-démocratique                              |
| 37e                                           | 2001–2005                                     |                                               | JTony Bhullar (en)                            | Libéral                                       |
| 38e                                           | 2005–2009                                     |                                               | Harry Bains (en)                              | Néo-démocrate                                 |
| 39e                                           | 2009–2013                                     |                                               | Harry Bains (en)                              | Néo-démocrate                                 |
| 40e                                           | 2013–2017                                     |                                               | Harry Bains (en)                              | Néo-démocrate                                 |
| 41e                                           | 2017–2020                                     |                                               | Harry Bains (en)                              | Néo-démocrate                                 |
| 42e                                           | 2020–2024                                     |                                               | Harry Bains (en)                              | Néo-démocrate                                 |
| 43e                                           | 2024–en cours                                 |                                               | Jessie Sunner (en)                            | Néo-démocrate                                 |